# Sun Lounge

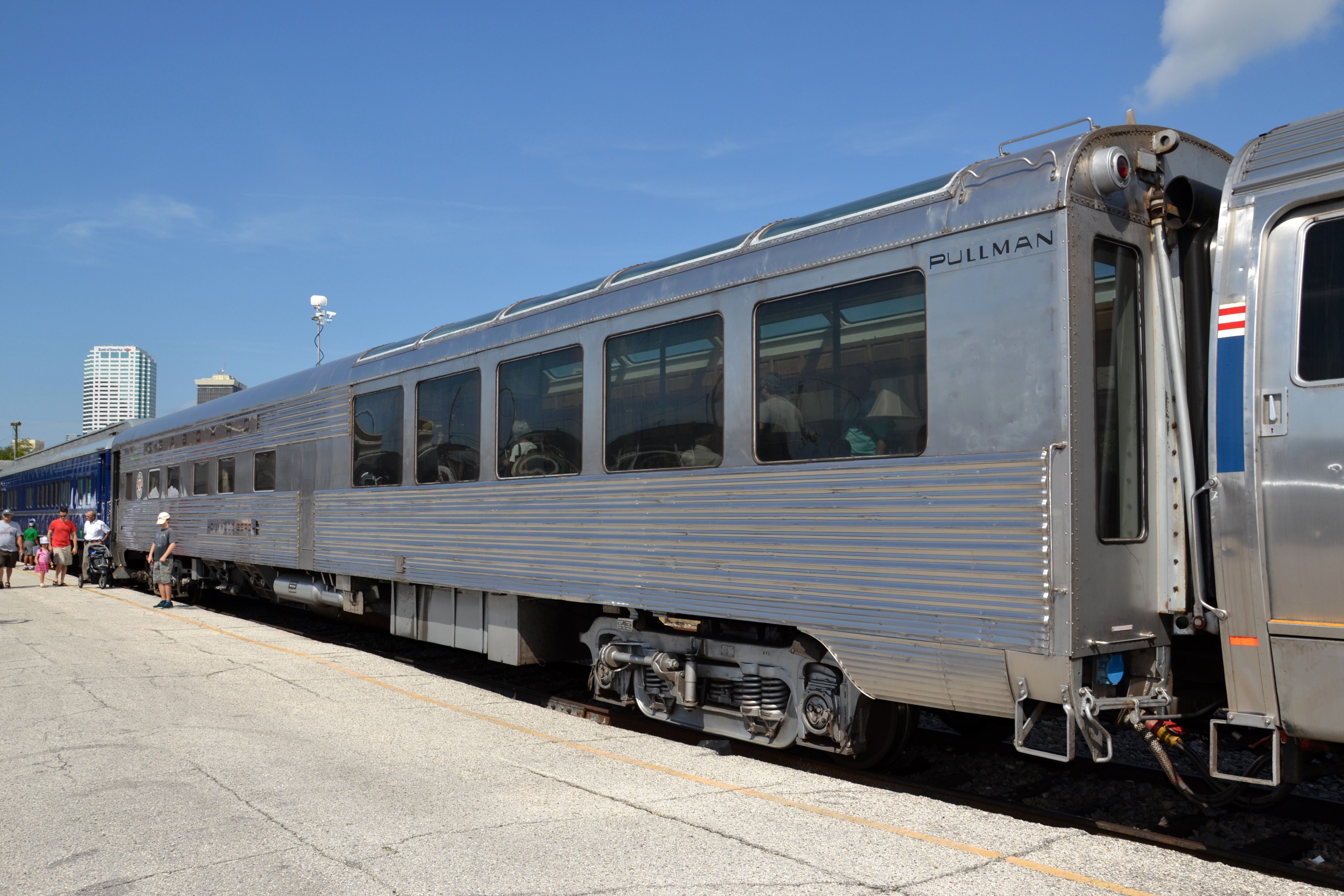
Sun Lounge des Hollywood-Beach-Zuges

Als Sun Lounge wurden drei stromlinienförmige Schlaf- und Speisewagen mit ungewöhnlichen Dachfenstern bezeichnet, die den Eindruck eines Aussichtswagens auf Strecken mit kleinem Lichtraumprofil nachahmten, weil die Tunnel an der Ostküste der USA für Aussichtswagen zu klein sind. Die Sun-Lounge-Wagen wurden von der Firma Pullman-Standard 1956 für die Seaboard Air Line Railroad gebaut. Sie wurden von der Seaboard-Eisenbahngesellschaft in ihren hochwertigen Silver-Meteor-Zügen zwischen New York City und Miami sowie später von der Seaboard Coast Line Railroad und Amtrak eingesetzt.

## Design

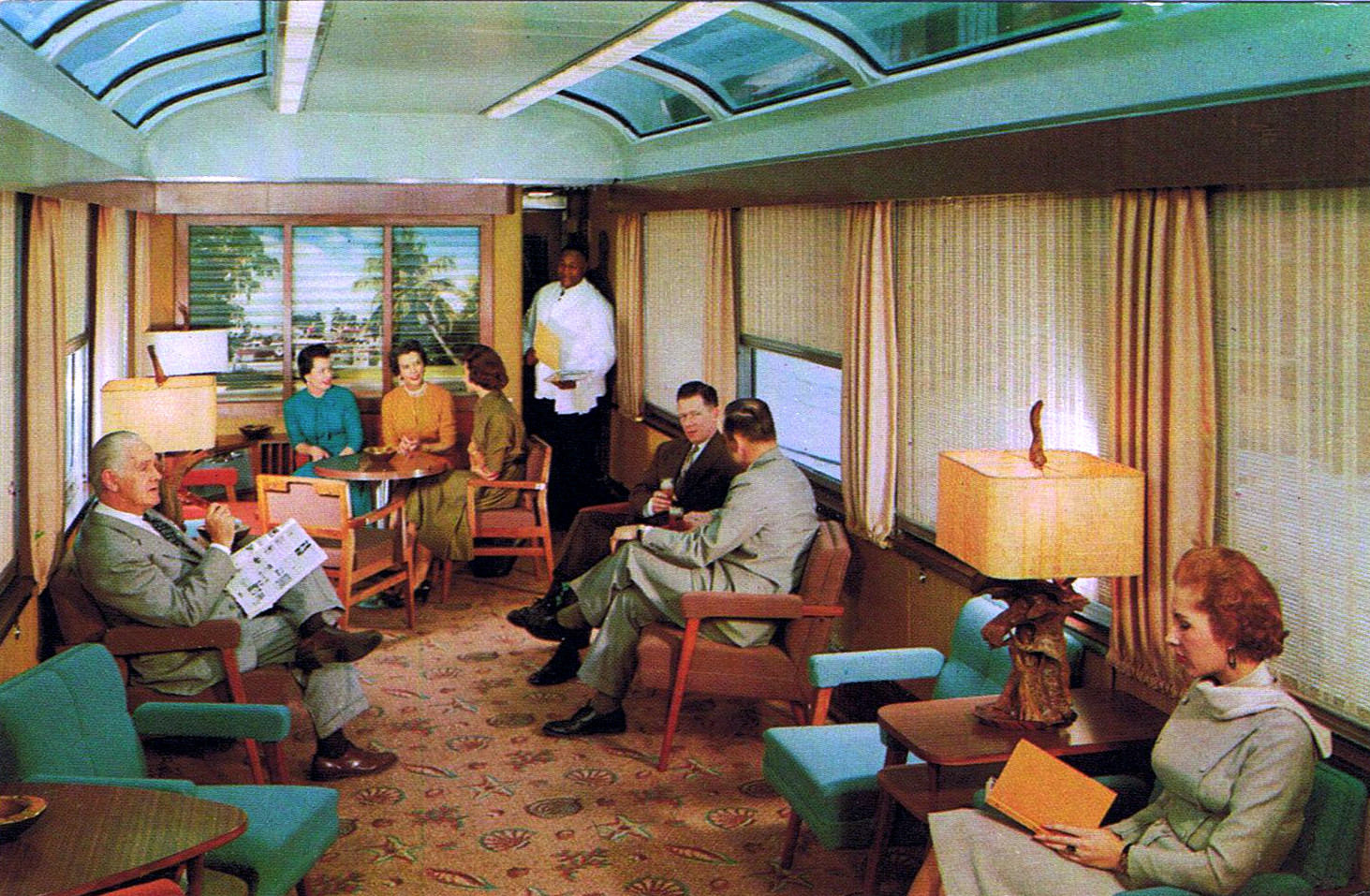
Der Innenraum des Sun Lounge mit den ungewöhnlichen Dachfenstern in den 1960er Jahren

Das Design geht zurück auf den Vista Dome, der ab 1945 getestet worden war. Die Aussichtskuppel dieser Wagen hatte in Längsrichtung eingebaute Sitze gegenüber von doppelt verglasten Aussichtsfenstern mit guter Wärmeisolation. Obwohl sie bei den Reisenden beliebt waren, konnten sie auf den meisten Strecken nicht eingesetzt werden, weil sie nicht durch die Tunnel gepasst hätten. Selbst der niedrig gebaute Strata-Dome, der von Pullman-Standard für die Chesapeake and Ohio Railway entworfen worden war, konnte nördlich von Washington, D.C. nicht eingesetzt werden.
Das Konzept eines Sun-Lounge- oder Sun-Parlor-Wagens war bei der Eisenbahn nicht neu. Die Panama-Limited-Züge der Illinois Central Railroad hatten ab 1911 einen Sun-Parlor-Aussichtswagen mit umlaufenden Fenstern und einer Mahagoni-Inneneinrichtung. Seit 1931 setzte die Seaboard-Eisenbahngesellschaft einen Lounge Sun-Parlor Car in den Southern States Special-Zügen auf der Strecke von New York nach Florida ein.
Seaboard bat Pullman um einen kombinierten Schlaf- und Speisewagen, der die Atmosphäre eines Aussichtswagens in einem einstöckigen Wagen widerspiegeln sollte. Der von Pullman entworfene Sun Lounge hatte zwei Teile: An einem Ende gab es fünf Doppelkabinen, in der anderen Hälfte eine Kombination aus Speise- und Aufenthaltsraum. Die Lounge war einzigartig, weil die großen Seiten- und Dachfenster auch ohne Kuppel die Anmutung eines Aussichtswagens boten. Die Inneneinrichtung war im informellen Stile Floridas gehalten mit aus Treibholz hergestellten Lampen. In zeitgenössischen Werbeschriften wurde sie als etwas für die Eisenbahn Neues beschrieben.

## Geschichte der Verwendung
Pullman lieferte drei Sun Lounges an die Seaboard-Eisenbahngesellschaft mit den Namen Miami Beach, Palm Beach und Hollywood Beach. Alle drei wurden ab 1956 für die Silver-Meteor-Züge eingesetzt. Als Seaboard 1967 mit seinem ehemaligen Mitbewerber Atlantic Coast Line Railroad fusionierte und gemeinsam als Seaboard Coast Line Railroad firmierte, blieben die Sun Lounges unter den neuen Namen Sun View, Sun Beam und Sun Ray in Betrieb. Amtrak erbte 1971 alle drei Sun Lounges. Sun View wurde 1977 außer Dienst gestellt, Sun Beam und Sun Ray folgten 1981. Keiner der drei Wagen wurde im Rahmen des Heritage Fleet Programms auf endseitige Stromversorgung umgerüstet.
Sun Beam wurde in den 1980er Jahren verschrottet. Die anderen beiden Wagen sind in Privatbesitz.